# Pilene
Pilene (en griego, Πυλήνη) es el nombre de una antigua ciudad griega de Etolia, que fue mencionada por Homero en el catálogo de las naves de la Ilíada.
En época de Estrabón solo quedaban restos de la primitiva ciudad, que fue trasladada a un lugar más alto y pasó a llamarse Prosquio, nombre por el que es mencionada por Tucídides. Se ha sugerido que su localización debía situarse en la localidad que actualmente recibe el nombre de Kato Kerasovo, unos 2 km al sudeste del lago Lisimaquia.